# Melisia
Melisia (gr. Μελίσσια) – miasto w Grecji, w administracji zdecentralizowanej Attyka, w regionie Attyka, w jednostce regionalnej Ateny-Sektor Północny. Siedziba gminy Pendeli. W 2011 roku liczyło 22 741 mieszkańców. Położone w granicach Wielkich Aten.
W okolicach Melisi osiedlali się Greccy osadnicy z Azji Mniejszej, którzy zostali wyrzuceni przez Turków w 1922 roku. Miasto jest słynne w Grecji z sanatorium oraz kliniki leczenia chorych na gruźlicę. Melisia posiada łatwy dostęp do drogi szybkiego ruchu nr 6, co pozwala na szybkie dotarcie do kluczowych miast leżących w okolicy: Tebów oraz Chalkidi na południowym wschodzie, Maratonu na północnym zachodzie, Rafiny na zachodzie oraz do Aten leżących na północnym wschodzie. Całe miasto jest pokryte osiedlami mieszkalnym z wyjątkiem Nea Panteli, rejonu położonego na północy miasta, który jest pokryty lasami. Granice miasta rozciągają się aż do okolicznych farm. Melisia gwałtownie rozpoczęła się rozwijać około roku 1960. Obecnie tempo zaludnienia miasta zostało spowolnione. Miasto posiada m.in. szkoły, dwa gimnazja, liceum, budynek poczty głównej, basen oraz kilka placów.

## Zmiana populacji miasta[potrzebnyprzypis]
| Rok  | Populacja | Zmiana         | Gęstość     |
| ---- | --------- | -------------- | ----------- |
| 1981 | 8.639     | –              | 2.183,8/km² |
| 1991 | 13.469    | +4.830/+55,91% | 3.404,7/km² |
| 2001 | 19.526    | +6.057/+44,97% | 4.935,8/km² |